# Добро јутро, комшија 7
Добро јутро, комшија 7  је филм из Републике Српске у продукцији РТВ БН и РТВ Приједор. Овај филм је седми дио серијала Добро јутро, комшија. Жанр овог филма је комедија. Премијерно је приказан 12. новембра 2020. године у биоскопу Козара у Приједору.

## Радња филма
Филм прати авантуре Милета и Чеде у Националном парку "Козара".

## Глумци и њихове улоге
- Александар Стојковић као Чедо
- Деан Батоз као Миле
- Жељко Еркић као Директор
- Жељко Касап као Неђељко
- Раденка Шева као Милка
- Мирела Предојевић као Бранка
- Гордана Милиновић као Даница
- Ивана Хрваћанин као Јелка
- Амир Шкргић као Мрва
- Ивана Шпадић као Милица
- Наташа Иванчевић као Видосава
- Хелена Милојић као Весна
- Татјана Бињаш као Виолета
- Срђан Књегињић као инспектор
- Ведрана Мачковић-Зубовић као Хелга
- Срећко Марчета као Ханс
- Драшко Анђелић као Ален
- Владимир Петковић као Ђорђе
- Вања Новаковић као пилот

## Продукција
За редитеља је изабран Младен Маријановић, а за сценаристу Перо Шпадић. Снимање овог дијела почело је крајем јуна 2020, а завршено је почетком јула 2020. Снимљен је на подручју Приједора, у Националном парку Козара.